# Anthocidaris crassispina
Anthocidaris crassispina är en sjöborreart som först beskrevs av Alexander Emanuel Agassiz 1863.  Anthocidaris crassispina ingår i släktet Anthocidaris och familjen Echinometridae. Inga underarter finns listade i Catalogue of Life.